# Blanca (música)

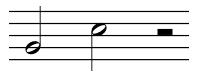
Exemples de dues blanques i un silenci de blanca

Una blanca és una figura musical simbolitzada per un oval de contorn negre i interior blanc, d'aquí el seu nom, de la qual surt una línia recta vertical (a la dreta si s'encara cap amunt i a l'esquerra si s'encara cap avall), sense cap adorn o plica, utilitzat per indicar la duració de temps a l'hora d'interpretar la nota en una partitura.

## Durada
Correspon a la segona part d'una nota rodona, i equival a dues negres, 4 corxeres, 8 semicorxeres, etc. En un compàs 2/4, la blanca equival a dos temps (dues negres), en un compàs 2/2 equival a un temps i en un compàs 2/1 equival a mig temps. S'usa en els pentagrames normalment, com totes les altres notes, amb un valor relatiu; la nota que li segueix de major valor és la rodona, la qual equival a quatre negres, i a la rodona li segueix la quadrada la qual equival a vuit negres. Aquesta última gairebé no s'utilitza.

## Usos
La blanca no se sol utilitzar en compassos de subdivisió ternària. Les blanques es consideren notes llargues i s'usen com a acompanyament o cloenda de compàs.

## El silenci de blanca
La blanca, com totes les figures musicals, té un silenci del seu mateix valor. El seu silenci equivalent és el silenci de blanca que significa que durant el temps equivalent a la blanca no s'efectua so.
El mateix consisteix en un guió gruixut adherit per damunt a la tercera línia del pentagrama. La blanca indica una durada dues vegades més llarga que una negra o dues vegades més curta que una rodona. Si se li afegeix un punt dura la seva durada habitual més la meitat d'aquesta durada: sent la seva durada habitual 4 corxeres, passa a durar-ne 6 (4 més 2); sent la seva durada habitual 2 negres, passa a durar-ne 3 (2 més 1).

## Blanca amb punt
És un símbol musical utilitzat per indicar un so amb una duració de 3 temps de negra. És molt utilitzat en els compasos de simples de tres temps, també en els ternaris. El seu silenci equivalent és el "silenci de blanca amb punt", que significa que durant el temps equivalent a la blanca amb punt no s'efectua cap so.